# 西南学院大学短期大学部
西南学院大学短期大学部（日语：／ Seinan Gakuin Daigaku Tanki Daigakubu *）是过去一所位于日本福冈县福冈市西区的私立短期大学。

## 概要

### 简介
- 学校法人西南学院经营之短期大学了、西南学院大学的源流即浸礼教徒神学校(成立于1907年)、因此来教育的基础是新教。短期大学最早可以追溯到1940年即西南保姆学院的创立[1]。短期大学为于1950年开办。于1964年因为英语科和商科第二部各自停办而为女子短期大学、以后招生到1973年[2]、停办于1975年[3]。

### 历史
- 1950年 西南学院大学短期大学部成立并同时设置三个学科、以下列举。
  - 儿童教育科
  - 英语科[注 2]
  - 商科第二部[注 2]
- 1973年 最后一年招生、次年停止招生（正式停办于1975年9月30日[3]）。

## 学校环境
- 校区：在了福冈县福冈市西区[注 1]

## 历任校长
- 船越荣一：最后短期大学校长[4]。

## 组织

### 学科
- 儿童教育科:源流即西南保姆学院（成立于1940年）招収只女学生[2]、因此短期大学儿童教育科招収只女学生。

### 前学科
| - 英语科 - 商科第二部 |

### 专科
| - 无 |

### 业余课程
| - 无 |

## 相关链接
- 日本短期大学列表